# Lycosa rufisterna
Lycosa rufisterna este o specie de păianjeni din genul Lycosa, familia Lycosidae, descrisă de Schenkel, 1953. Conform Catalogue of Life specia Lycosa rufisterna nu are subspecii cunoscute.